# Saint-Gonnery
Saint-Gonnery (tiếng Breton: Sant-Goneri) là một xã ở tỉnh Morbihan trong vùng Bretagne tây bắc Pháp. Xã này có diện tích 16,29 km², dân số năm 1999 là 943 người. Khu vực này có độ cao từ 70-166 mét trên mực nước biển.
Cư dân của Saint-Gonnery danh xưng trong tiếng Pháp là Gonneriens.